# 3719 Karamzin
3719 Karamzin este un asteroid din centura principală, descoperit pe 16 decembrie 1976 de Liudmila Cernîh.